# Монтисело (Арканзас)
Монтисело (енгл. Monticello) град је у америчкој савезној држави Арканзас.

## Демографија
По попису из 2010. године број становника је 9.467, што је 321 (3,5%) становника више него 2000. године.
| Група             | 2000.         | 2010.         |
| Белци             | 5.893 (64,4%) | 5.612 (59,3%) |
| Афроамериканци    | 2.983 (32,6%) | 3.443 (36,4%) |
| Азијати           | 64 (0,7%)     | 70 (0,7%)     |
| Хиспаноамериканци | 118 (1,3%)    | 217 (2,3%)    |
| Укупно            | 9.146         | 9.467         |